# L'Orne combattante
L'Orne combattante est un journal hebdomadaire local français diffusé tous les jeudis dans les départements de l'Orne et du Calvados. Elle possède deux éditions : Flers Bocage centrée autour de Flers et Suisse normande autour de Condé-sur-Noireau.
La zone de diffusion comprend, dans l'Orne : Flers, Tinchebray, Athis, Briouze, Messei, La Ferté-Macé, Juvigny, Domfront, Ecouché, Argentan, Sées et Putanges. Dans le département du Calvados, L'Orne combattante couvre Condé-sur-Noireau, Thury-Harcourt, Pont-d'Ouilly et Vassy.
L'Orne combattante fait partie du groupe de presse des Hebdos normands repris depuis 2007 par Publihebdos. Il est le premier hebdomadaire ornais en termes de diffusion.

## Histoire
Pour contrer Le Journal de Flers, à tendance radical-socialiste, l'abbé Frécourt fonde en 1889 La Croix de l'Orne qu'il lègue à l'évêché en 1928. L'année suivante, le titre est confié au linotypiste manchois Sauvegrain. Il cesse sa parution le 4 juin 1944. 
L'évêché laisse les résistants utiliser l'imprimerie pour éditer au début de juillet, le Manifeste du 14 juillet, appel commun de la résistance ornaise, puis pour fonder clandestinement, le 24 juillet, L'Orne Combattante. 
Rapidement suspendue pour échapper à la répression allemande, la parution reprend, cette fois publiquement, le 19 septembre 1944.
Résistant lui-même durant la Seconde Guerre mondiale, Émile Sauvegrain reprend la direction du journal, édité par l’Imprimerie catholique de Flers dont l'actionnaire principal demeure l’évêché de Sées. Dans les années 1970, la SA Imprimerie Sauvegrain, le fils d'Émile Sauvegrain, Yves lui ayant succédé à la tête du journal en 1965. 
Robert Hersant rachète la société en 1987 via la Société normande de presse républicaine - Paris-Normandie. En 1995, Yves Sauvegrain quitte le journal.
Le 1er octobre 2007, Publihebdos, groupe de presse régionale hebdomadaire, et filiale du groupe Ouest-France, reprend le groupe de presse des Hebdos normands dont fait partie le journal.